# Лев IV (карликовая галактика)
Лев IV (англ. Leo IV)— карликовая сфероидальная галактика, расположенная в созвездии Лев и обнаруженная в 2006 году при обработке данных Слоановского цифрового обзора неба. Галактика находится на расстоянии около 160 кпк от Солнца и движется от Солнца со скоростью около 130 км/с. Она имеет приблизительно сферическую форму с радиусом около 130 пк и классифицируется как карликовая сфероидальная галактика (dSph).
Лев IV является одним из самых маленьких и тусклых спутников Млечного Пути — его интегральная светимость всего в 15 000 раз больше, чем Солнца (видимая абсолютная величина −5,5m ± 0,3m), что намного ниже, чем светимость типичного шарового скопления. Однако его масса составляет около 1,5 миллионов солнечных масс, что означает, что соотношение массы Льва IV к светимости составляет около 150 M⊙/L⊙. Большое соотношение массы к светимости означает, что в Льве IV доминирует тёмная материя.
Звёздное население Льва IV состоит в основном из старых звёзд, возрастом более 12 миллиардов лет. Металличность этих старых звёзд также очень низка: [Fe/H] ≈ -2,58 ± 0,75, что означает, что они содержат в 400 раз меньше тяжелых элементов, чем Солнце. Наблюдаемые звёзды в основном красные гиганты, хотя звёзды горизонтальной ветви, в том числе три переменные звезды типа RR Лиры, были также обнаружены. Звёзды Льва IV, вероятно, были одними из первых звёзд, которые сформировались во Вселенной. Тем не менее, детальное изучение звёздного населения показало наличие небольшого количества намного более молодых звёзд с возрастом около 2 миллиардов лет или меньше. Это открытие указывает на сложную историю формирования звёзд этой галактики. В настоящее время в Льве IV звездообразование отсутствует. Измерениями до сих пор не удалось обнаружить в нём нейтральный водород — верхний предел на массу HI всего 600 солнечных масс.

## Группа Чаша-Лев
В 2008 году в непосредственной близости от Льва IV была обнаружена другая галактика, которая была названа Лев V. Она находится на 20 кпк дальше от Млечного Пути, чем первая, и в 3 градусах (~ 10 кпк) от неё. Сразу было высказано предположение, что эти две галактики могут быть физически связаны друг с другом. Позже было обнаружено, что Лев IV лежит на одном большом круге с четырьмя другими спутниками Млечного Пути: двумя галактиками Чаша 2 и Лев V, относящимися к тому же классу ультра-тусклых карликов; классической карликовой галактикой Лев II и пекулярным шаровым скоплением Чаша. Полюс этого большого круга (α; δ) = (83,2°; −11,8°) близок к полюсу большого круга, по которому направлен Магелланов Поток. Зависимость гелиоцентрических расстояний и радиальных скоростей от склонения также поддерживает гипотезу, что эти пять объектов (группа Чаша-Лев) находятся на одной орбите и связаны общим происхождением.